# Axel Rauschenbach
Axel Rauschenbach (Dresda, 4 luglio 1977) è un ex pattinatore artistico su ghiaccio tedesco, specializzato nel pattinaggio artistico su ghiaccio a coppie.

## Risultati

### Con Anuschka Gläser
| Internazionali            | Internazionali |
| Evento                    | 1993–94        |
| ------------------------- | -------------- |
| Giochi olimpici invernali | 13°            |
| Campionati mondiali       | 14°            |
| Campionati europei        | 10°            |
| Skate America             | 7°             |
| Nations Cup               | 5°             |
| Nazionali                 |                |
| Campionati tedeschi       | 1°             |

### Con Mandy Wötzel
| Internazionali                     | Internazionali | Internazionali | Internazionali | Internazionali | Internazionali |
| Evento                             | 1987–88 (GDR)  | 1988–89 (GDR)  | 1989–90 (GDR)  | 1990–91 (GER)  | 1991–92 (GER)  |
| ---------------------------------- | -------------- | -------------- | -------------- | -------------- | -------------- |
| Giochi olimpici invernali          |                |                |                |                | 8°             |
| Campionati mondiali                | 8°             |                | 7°             |                |                |
| Campionati europei                 | 5°             | 2°             |                | 5°             | 6°             |
| Skate America                      |                |                |                | 3°             |                |
| Trophée de France                  |                | 2°             | 1°             |                |                |
| Nazionali                          |                |                |                |                |                |
| Campionati tedeschi                |                |                |                | 1°             | 2°             |
| Campionati della Germania dell'Est | 2°             | 1°             | 1°             |                |                |